# Mistrzostwa Świata w Lekkoatletyce 1983 – skok o tyczce mężczyzn

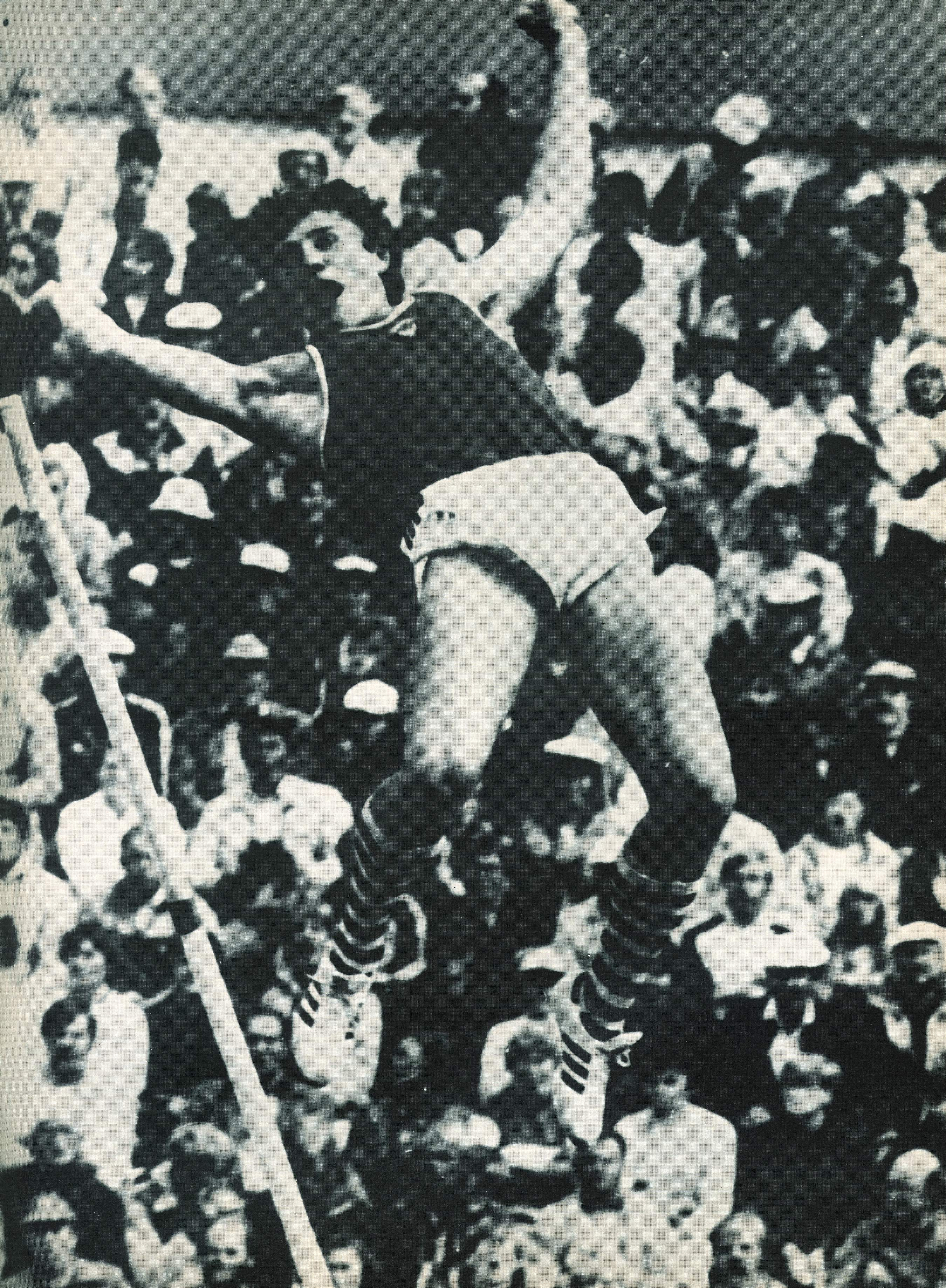
Mistrz świata Serhij Bubka

Skok o tyczce mężczyzn – jedna z konkurencji technicznych rozgrywanych podczas lekkoatletycznych mistrzostw świata w 1983 na Stadionie Olimpijskim w Helsinkach.

## Terminarz
| Data        |              |
| ----------- | ------------ |
| 12 sierpnia | Kwalifikacje |
| 14 sierpnia | Finał        |

## Rekordy
|               | Zawodnik         | Wynik | Miejsce | Data                 |
| ------------- | ---------------- | ----- | ------- | -------------------- |
| Rekord świata | Władimir Polakow | 5,81  | Tbilisi | 26 czerwca 1981(dts) |

## Wyniki

### Kwalifikacje
Kwalifikacje miał odbyć się 12 sierpnia, jednak ze względu na złe warunki atmosferyczne zostały przerwane, gdy część zawodników skoczyła na wysokość 5,20 m, a pozostali oczekiwali na pierwszy skok. Do finału dopuszczono wszystkich zgłoszonych tyczkarzy.

### Finał
| Poz. | Zawodnik              | Reprezentacja     | 5,10 | 5,25 | 5,40 | 5,50 | 5,55 | 5,60 | 5,65 | 5,70 | 5,75 | 5,82 | Wynik | Uwagi |
| ---- | --------------------- | ----------------- | ---- | ---- | ---- | ---- | ---- | ---- | ---- | ---- | ---- | ---- | ----- | ----- |
| 01 ! | Serhij Bubka          | ZSRR              | –    | –    | o    | o    | –    | xxo  | –    | o    | –    | xxx  | 5,70  |       |
| 02 ! | Konstantin Wołkow     | ZSRR              | –    | –    | o    | –    | –    | o    | –    | x–   | xx   |      | 5,60  |       |
| 03 ! | Atanas Tyrew          | Bułgaria          | –    | –    | xxo  | o    | –    | o    | xxx  |      |      |      | 5,60  |       |
| 4.   | Tadeusz Ślusarski     | Polska            | –    | –    | xo   | –    | o    | –    | xxx  |      |      |      | 5,55  |       |
| 5.   | Tom Hintnaus          | Brazylia          | –    | –    | xo   | o    | –    | xx–  | x    |      |      |      | 5,50  | =     |
| 6.   | Patrick Abada         | Francja           | –    | –    | –    | xo   | –    | xxx  |      |      |      |      | 5,50  |       |
| 7.   | Miro Zalar            | Szwecja           | –    | –    | xo   | xo   | –    | xxx  |      |      |      |      | 5,50  |       |
| 8.   | Władysław Kozakiewicz | Polska            | –    | –    | o    | x–   | xx   |      |      |      |      |      | 5,40  |       |
| 8.   | Thierry Vigneron      | Francja           | –    | o    | o    | xxx  |      |      |      |      |      |      | 5,40  |       |
| 10.  | Felix Böhni           | Szwajcaria        | –    | –    | xo   | –    | xxx  |      |      |      |      |      | 5,40  |       |
| 10.  | František Jansa       | Czechosłowacja    | –    | o    | xo   | xxx  |      |      |      |      |      |      | 5,40  |       |
| 10.  | Władimir Polakow      | ZSRR              | –    | –    | xo   | –    | –    | xx–  | x    |      |      |      | 5,40  |       |
| 13.  | Jeff Buckingham       | Stany Zjednoczone | –    | –    | xxo  | xxx  |      |      |      |      |      |      | 5,40  |       |
| 14.  | Veijo Vannesluoma     | Finlandia         | –    | xo   | xxo  | xxx  |      |      |      |      |      |      | 5,40  |       |
| 15.  | Günther Lohre         | RFN               | –    | o    | –    | xxx  |      |      |      |      |      |      | 5,25  |       |
| 15.  | Liang Weiqiang        | Chiny             | o    | o    | xx   |      |      |      |      |      |      |      | 5,25  |       |
| 17.  | Jürgen Winkler        | RFN               | –    | xo   | xxx  |      |      |      |      |      |      |      | 5,25  |       |
| 18.  | Timo Kuusisto         | Finlandia         | xo   | xo   | xxx  |      |      |      |      |      |      |      | 5,25  |       |
| 19.  | Tomomi Takahashi      | Japonia           | o    | xxo  | xxx  |      |      |      |      |      |      |      | 5,25  |       |
| 20.  | Alberto Ruiz          | Hiszpania         | xo   | xxx  |      |      |      |      |      |      |      |      | 5,10  |       |
| –    | George Barber         | Kanada            | xxx  |      |      |      |      |      |      |      |      |      | NM    |       |
| –    | Hermann Fehringer     | Austria           | xxx  |      |      |      |      |      |      |      |      |      | NM    |       |
| –    | Tapani Haapakoski     | Finlandia         | –    | xxx  |      |      |      |      |      |      |      |      | NM    |       |
| –    | Iwo Janczew           | Bułgaria          | –    | –    | xxx  |      |      |      |      |      |      |      | NM    |       |
| –    | Pierre Quinon         | Francja           | –    | –    | xxx  |      |      |      |      |      |      |      | NM    |       |
| –    | Billy Olson           | Stany Zjednoczone | –    | –    | xxx  |      |      |      |      |      |      |      | NM    |       |
| –    | Mike Tully            | Stany Zjednoczone | –    | –    | xxx  |      |      |      |      |      |      |      | NM    |       |